# Ken McBride
Kenneth S. "Ken" McBride (nacido el 23 de marzo de 1929 en  Centralia, Illinois y fallecido en la misma ciudad el 14 de mayo de 2005) fue un jugador de baloncesto estadounidense que disputó una temporada en la NBA, además de jugar con los Harlem Globetrotters. Con 1,91 metros de estatura, jugaba en la posición de escolta.

## Trayectoria deportiva

### Universidad
Jugó durante tres temporadas con los Hawks de la Universidad de Maryland Eastern Shore, entonces Maryland State, siendo el primer jugador de dicha institución en ser elegido en el Draft de la NBA y en jugar en la liga.

### Profesional
Fue elegido en el Draft de la NBA de 1952 por Syracuse Nationals, pero no encontró hueco en el equipo, jugando entonces en los Harlem Globetrotters, hasta que en 1954 fichó por los Milwaukee Hawks, con los que disputó 12 partidos, en los que promedió 9,8 puntos y 2,6 rebotes.

## Estadísticas de su carrera en la NBA

### Temporada regular
| Temporada | Edad | Equipo          | Liga | Pos. | P  | TIT | MIN  | TC  | TCA  | %TC  | 3P | 3PA | %3P | TL  | TLA | %TL  | R.OF. | R.DEF. | REB | ASIS | ROB | TAP | PER | FP  | PTS |
| 1954-55   |      | Milwaukee Hawks | NBA  | SG   | 12 |     | 20.8 | 4.0 | 12.3 | .327 |    |     |     | 1.8 | 2.4 | .724 |       |        | 2.6 | 1.2  |     |     |     | 2.6 | 9.8 |
| Total     |      |                 | NBA  |      | 12 |     | 20.8 | 4.0 | 12.3 | .327 |    |     |     | 1.8 | 2.4 | .724 |       |        | 2.6 | 1.2  |     |     |     | 2.6 | 9.8 |